# Marchélepot-Misery
Marchélepot-Misery község Franciaország Hauts-de-France régiójában, Somme megyében. Új községként 2019. január 1-jén jött létre Marchélepot és Misery korábbi községek egyesítésével. Lakosainak száma 580 fő (2022. január 1.).

## Népesség
| Lakosok száma | 599  | 599  | 598  | 592  | 585  | 580  |
|               | 2017 | 2018 | 2019 | 2020 | 2021 | 2022 |